# شهرستان هوانگجو
شهرستان هوانگجو (به لاتین: Hwangju County) یک منطقهٔ مسکونی در کره شمالی است که در استان هوانگهائه شمالی واقع شده‌است.

## خصوصیات
شهرستان هوانگجو ۱۵۵٬۲۱۵ نفر جمعیت دارد.